# Il suo ufficiale di marina
Il suo ufficiale di marina (Her First Mate) è un film del 1933 diretto da William Wyler.